# Église Sainte-Eugénie d'Agullana
L'église Sainte-Eugénie d'Agullana est un édifice religieux du XVIIe siècle situé dans la commune d'Agullana, en Catalogne (Espagne). Elle est classée dans l'Inventaire du patrimoine architectural de Catalogne.

## Description
L'église Sainte-Eugénie est située à proximité du Coll de Portells, à proximité de la frontière et en direction de Maureillas-Las-Illas (Pyrénées-Orientales). Construite en granit, l'église est constituée d'une seule nef.

## Histoire
L'église Sainte-Eugénie est construite entre 1630 et 1644 et agrandie de 1668 à 1676. Elle est remaniée au XXe siècle. Elle servit d'ermitage.